# Гроскрут
Гроскрут (нем. Großkrut) — ярмарочная коммуна (нем. Marktgemeinde) в Австрии, в федеральной земле Нижняя Австрия. 
Входит в состав округа Мистельбах.  Население составляет 1607 человек (на 31 декабря 2005 года). Официальный код  —  31617.

## География
Занимает площадь 38,45 км².

## Политическая ситуация
Бургомистр коммуны — Франц Швенг (АНП) по результатам выборов 2005 года.
Совет представителей коммуны (нем. Gemeinderat) состоит из 19 мест:
- АНП занимает 12 мест.
- СДПА занимает 6 мест.
- АПС занимает 1 место.